# الشيخ (رواية)
الشيخ هي رواية كتبت عام 1919 من قبل إديث مود هول، الروائي الإنجليزي في أوائل القرن العشرين. وكانت هذه السلسلة الأولى من سلسلة الروايات التي كتبت مع البيئات الصحراوية التي أدت إلى إحياء كبير لنوع «الرومانسية الصحراوية» من الرواية الرومانسية. كانت الأضخم والأكثر مبيعا والأكثر شعبية من كُتبها، وكانت بمثابة الأساس للفيلم الذي يحمل نفس الاسم بطولة رودلف فالنتينو في الدور الرئيسي.

## ملخص المؤامرة
تفتتح الرواية في فندق في مدينة بسكرة الجزائرية. وتعقد رقصة تستضيفها امرأة شابة تدعى ديانا مايو وشقيقها السير أوبري مايو. وتبين أن ديانا تخطط للمغادرة في رحلة لمدة شهر في الصحراء، لا تأخذ أحد معها إلا دليل عربي. لا أحد يعتقد أن هذه فكرة معقولة، والسيدة كونواي - الشخص الحقيقي الذي يظهر في الكتاب كشخصية طفيفة - يرفض بشكل غير مقبول خطة ديانا المغامرة لها «الفاضحة» التنشئة. توفيت والدة ديانا التي ولدتها ووالدها قتل نفسه من الحزن، ونتيجة لذلك ديانا نشأت مع حرية في ذلك الوقت كانت تسمح عادة للأولاد فقط.
قبل مغادرة ديانا في رحلتها، يتم تأسيس شخصيتها المستقلة عندما ترفض اقتراح الزواج، موضحة أنها لا تعرف ما هو الحب ولا تريد أن تعرف. وبمجرد أن تبدأ السفر في الصحراء، لم يمض وقت طويل قبل اختطافها من قبل الشيخ أحمد بن حسن. وتبين أن مرشدها قد تلقى رشوة.
أحمد أخذ ديانا إلى خيمته وإغتصبها، وهو الحدث الذي يحدث خارج المرحلة بين الفصول الثاني والثالث. تنفق ديانا بضعة أشهر أسيرة أحمد، حيث تتعرض للاغتصاب بشكل منتظم، وتنكر على كراهيتها له وذاتها. في نهاية المطاف، يسمح لها بالحرية وتبدأ بالذهاب للركوب مع خادم أحمد، غاستون. وفي يوم ما، قالت انها تمكنت من الهروب من غاستون على واحدة من هذه الخيل وهربت بعيدا. لكن سرعان ما استعادها أحمد، وعندما يعودون إلى المخيم، يتم التغلب عليها من خلال الإدراك المفاجئ أنها في حبه. وهي تعرف أنها لا تستطيع أن تقول شيئا عن هذا، كما أحمد، الذي يدعي أنه يجد الحب شئ ممل، وسوف يرسلها بعيدا إذا علم بحبها.
مع مرور الوقت، كما تقدمت ديانا لمعاملة أحمد العنيفة لها، وقالت انها تستعيد ثقته. ومن الواضح أنه يعاقبها لأنها إنجليزية، ولكن لماذا يفعل ذلك. في نهاية المطاف، يسمح لديانا للذهاب والركوب مرة أخرى ولكن يتم اختطافها من قبل شيخ منافس وأخذها بعيدا. عندما يدرك أحمد هذا، أدرك حبه لها، ويريد الحصول عليها مرة أخرى. نجح في هذا، لكنه أصيب بجروح بالغة في عملية استرجاعها وأعيد إلى خيمته. هناك أحد أصدقاء أحمد يفسر لديانا لماذا يكره الإنجليز: والده، الذي كان إنجليزي، قد أسيء معاملة أمه الإسبانية بشكل رهيب، وهذا ما جعل أحمد يريد الانتقام من الأمة الإنجليزية بأكملها.
عندما يشفى أحمد أخيرا، يفسر لديانا أنه سيرسلها بعيدا. انها حزينة، خصوصا عندما يعترف انه يفعل ذلك بسبب الحب. وقال انه لا يمكن أن يتحمل أن يسئ معاملتها أكثر من ذلك. على الرغم من أنها تنادي معه وتظهر حبها له، يقف حازمًا في يأس، بينما ديانا تصل إلى البندقية وتحاول الموت بنفس الطريقة التي مات بها والدها. أحمد يشد البندقية منها مما تسبب في إطلاق رصاصة لتضل وتجعلهم يحضنون بعضهم معلنا انه لن يسمح لها بالذهاب. ينتهي الكتاب هنا بحماس يعلن حبهم المتبادل.

## السوابق الأدبية والأسلوب
ينتمي الشيخ إلى تقاليد رومانسية إستشراقية من قبل الكتاب البريطانيين والتي تضم قصيدة لورد بايرون في 1813 وقصيدة السير ريتشارد فرانسيس بيرتون في عام 1885 بعنوان كتاب ألف ليلة وليلة. كما أنها تلتزم بالاتفاقية الرئيسية للرواية الرومانسية: فداء رجل من شدة حب المرأة. كانت الرومانسية الصحراوية من النوع الذي كان رائدا من قبل كتّاب مثل روبرت سميث هيشنز وكاثلين رودس، ولكن الشيخ انطلقت إحياء كبير ومؤثر من النموذج.
نثر هال يجعل الاستخدام المكثف للمفردات العاطفية والتركيز الوثيق على الحالات العاطفية التي ترتبط مع نوع الرواية الرومانسية:
فكرت ديانا في أمها تموت في ذراعي الزوج الذي عشقها، ثم الفتاة الأسبانية الصغيرة التي تنزلق عن الحياة، غريبة في أرض غريبة، قلبها يبكي للزوج الذي ما زالت تحبه، الجهل من حبه للمواساة في عذاب الموت إلى الحبيب الذي أنكر حبه، والبحث في الراحة في ذراعيه.
كانت هال ماهرة في خلق أوصاف حية، ولكن هذه غالبا ما تقوض من اعتمادها على القوالب النمطية المستشرقة، كما في هذا المقطع من مذكراتها سفر 1926 التخييم في الصحراء:
سلسلة من الإبل، المسؤول عنها رجال صحراويين أصحاب عيون غريبة علقت مع أكياس ثقيلة، مرقط محشو بالحناء من الجنوب، ومطاردة مزعجة من خلال الحشد مع وسادة لينة من قدم خففت في طريقهم إلى فوندوك. وقد تجلت في الرمل والغبار، المتجولين والمتفرجين بالحلويات والخضروات لعنوا عندما كان الأولاد عارية الساق، يرتدون فقط ثوب واحد مفتوحة للخصر، وقاد قريبة جدا من القليل من الأسهم في تجارة الحمير الصغيرة مذهل مخبأة تقريبا تحت الأحمال من أغصان مقطوعة وأشياء خضراء.

## جدال
على مر التاريخ، اجتذب الشيخ الجدل، على الرغم من أن هذا قد تحول في شكل على مر السنين. عندما تم نشرها، اعتبرت رواية مثيرة وصفت بشكل مختلف في الصحافة بأنها «صادمة» و «سامة مرهقة».
في العقود الأخيرة، تعرضت الرواية لانتقادات شديدة لعنصرها المركزي، فكرة أن الاغتصاب يؤدي إلى الحب، الإغواء القسري. ووجهت انتقادات أخرى لأفكار ترتبط ارتباطا وثيقا بمؤامرة الاغتصاب المركزي فبالنسبة للنساء، يعتبر تقديم الجنس شرطا ضروريا وطبيعيا؛ وأن الزواج يعفي من الاغتصاب. كان هناك انتقاد كبير للعناصر الاستشراقية والاستعمارية المختلفة، مثل حقيقة أن الحب بين الأعراق بين الانكليزيه و «المحلي» يتم تجنبه، والاغتصاب مبرر في نهاية المطاف من خلال جعل المغتصبة تتحول إلى أن تكون أوروبية بدلا من أن تكون عربية. مع مؤامرة تركز على إخضاع امرأة متعمدة، وقد تم مقارنة الشيخ بترويض النمرة من قبل وليام شكسبير.
غير أن انتقادات الرواية قد خففت من قبل الكتاب الآخرين الذين لاحظوا أن النساء الكاتبات من فترة هال استخدمن النوع الراسخ بالفعل للخيال الاستشراقي للبدء في وضع الأفكار النسوية قبل قرائتها في المقام الأول من الإناث. تظهر النساء كأنصار في الرومانسية الصحراوية، على سبيل المثال وفي الشيخ على وجه التحديد، فإن القارئ يعمل مع ديانا كمرأة مستقلة ذات تفكير لمعظم أحداث الرواية، قبل أن تختتم هال قصتها بطريقة تقليدية. وعلاوة على ذلك، يبدو أن الزوجين يعني أن يعيشوا في الصحراء - استراحة على جزء هال مع الرواية الرومانسية نموذجية تنتهي التي ترى أن البطلة بأمان في المدن والمنازل الريفية الأرستقراطية البريطانية.
وهناك أيضا تباينات قوية بين الحرية النسبية للمرأة الأوروبية واستعباد نظرائها من الشرق الأوسط:
أن المرأة يمكن أن تقدم إلى الحميمة المهينة والعيش المقيد للحياة الزوجية كـ[ديانا] مع إحتقار عجيب. أن تكون ملزمة بشكل لا رجعة فيه بإرادة ومتعة الرجل الذي سيكون له الحق في المطالبة بالطاعة في كل ما يشكل الزواج والقوة لإنفاذ تلك الادعاءات ثارتها. بالنسبة للمرأة الغربية كانت سيئة بما فيه الكفاية، ولكن بالنسبة للنساء في الشرق، مجرد عبيد لعواطف الرجال الذين يمتلكونها، دون النظر إليها وتجاهلها، والإنخفاض إلى مستوى الحيوانات، وجعل فكرة العري جعبة لها.
على الرغم من أن هذا المقطع يظهر في وقت مبكر من الرواية، وهو ينفي إلى حد كبير من قبل ديانا في وقت لاحق تقديمها إلى أحمد، الأسئلة التي تثيرها حول حقوق المرأة صدى بعض من الموضوعات الرئيسية للمنادين بحق المرأة المعاصرة.